# The Boston News-Letter

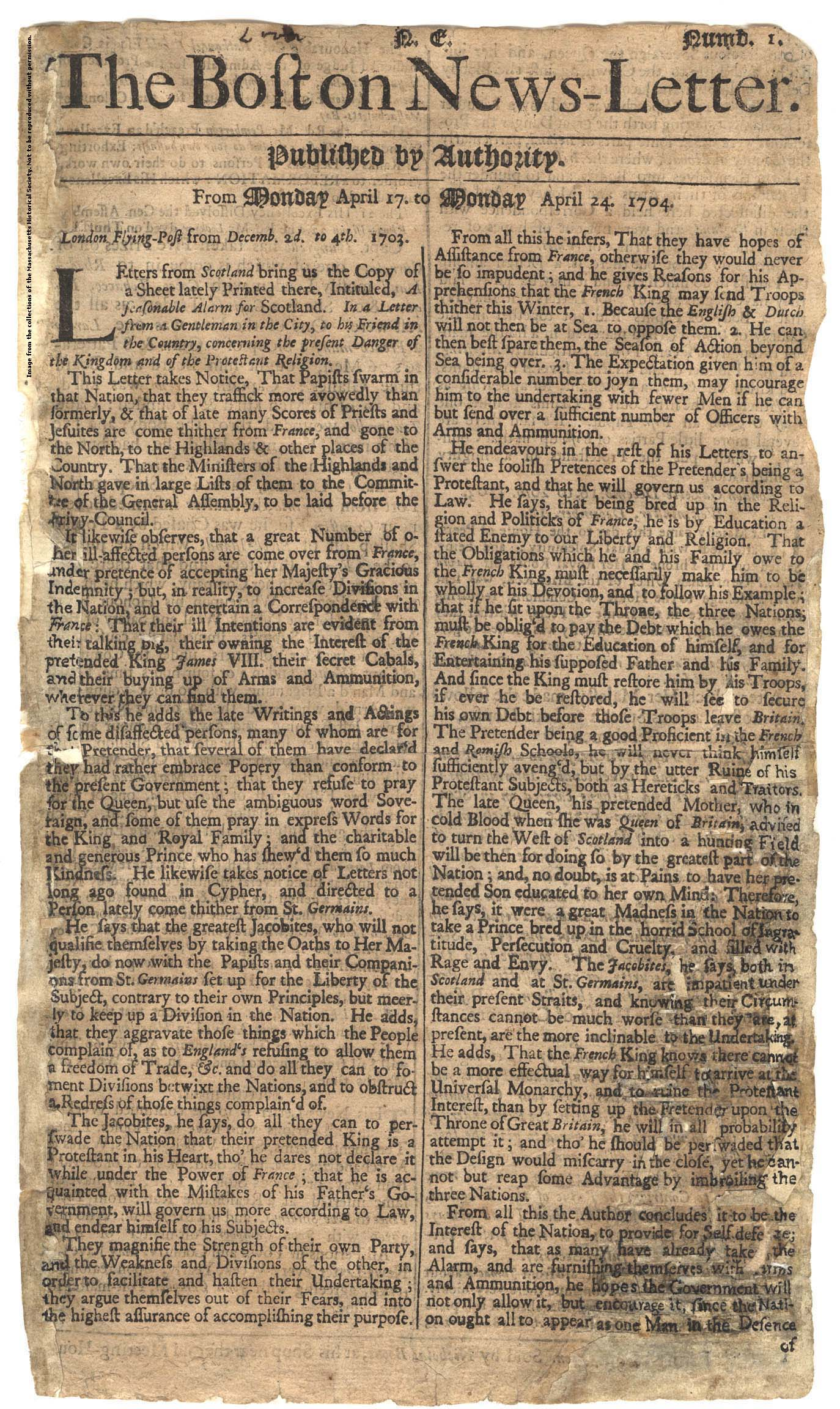
The Boston News-Letter, die erste Ausgabe

The Boston News-Letter, erstmals herausgegeben am 24. April 1704, gilt als die erste kontinuierlich herausgegebene Zeitung der Dreizehn Kolonien in Nordamerika. Sie wurde von der britischen Regierung mit einer begrenzten Auflage stark subventioniert. Alle Ausgaben wurden vom Gouverneur genehmigt. Die erste Zeitung in den Kolonien überhaupt war die Publick Occurrences Both Forreign and Domestick, die aber nur ein einziges Mal am 25. September 1690 erschien. Im Jahr 1718 folgte die Weekly Jamaica Courant in Kingston. Im Jahr 1726 erschien erstmals die Boston Gazette mit Bartholomew Green Junior als Drucker.

## Geschichte
Der erste Redakteur war John Campbell, ein Buchhändler und Postvorsteher in Boston. Campbell hatte zunächst ein Jahr lang oder länger Berichte („newsletters“) über Ereignisse in Europa für die Gouverneure in New England verfasste, und er glaubte, er würde sich Ärger ersparen, wenn er diese Berichte für alle druckte. Der „News-Letter“ kam ursprünglich einmal wöchentlich im Format eines halben Blattes als Einzelseite heraus, die beidseitig bedruckt war (8 inches (200 mm) × 12 inches (300 mm)).  Der Drucker war Bartholomew Green Sen.
In den frühen Jahren des “News-Letter” war die Zeitung vorwiegend mit Nachrichten aus Londoner Blättern gefüllt, die über die englische Politik und Details zu europäischen Kriegen berichteten. Als einzige Zeitung in den Kolonien zu dieser Zeit berichtete sie über den sensationellen Tod des Piraten Blackbeard, der beim Entern zweier vermeintlicher schwach bewaffneter Schiffe im Jahr 1718 von britischen Soldaten getötet wurde.
Im Jahr 1707 kümmerte sich John Allen um den Druck der Zeitung. Im Jahr 1722 wechselte die Herausgeberschaft zu Green, der sich mehr auf die ortsansässigen Ereignisse konzentrierte. Nach seinem Tod im Jahr 1732 übernahm der Schwiegersohn John Draper, der auch Drucker war, die Leitung. Er vergrößerte das Blatt auf vier Seiten und füllte die Nachrichten mit den Ereignissen aus allen Kolonien aus. Er führte die Zeitung bis zu seinem Tod im Jahr 1762 fort, zu dieser Zeit wurde sein Sohn Richard Draper Herausgeber. Richard Draper starb im Jahr 1774 und seine Witwe Margaret Green Draper führte diese bis zur Einstellung des Blattes am 29. Februar 1776 weiter.
Richard Draper war ein glühender Loyalist und er unterstützte das Mutterland in den stürmischen Zeiten der Amerikanischen Revolution in den 1770er-Jahren. Seine Witwe teilte seine politischen Ansichten, und als ein junger Mann namens Robert Boyle, den sie als Journalisten einstellt hatte, Sympathie für die amerikanische Revolution zeigte, ersetzte sie ihn durch John Howe. John Howe diente als Chefredakteur für Margaret Green Draper, bis die Briten Boston am 17. März 1776 evakuierten. Sowohl Margaret Green Draper als auch John Howe wurden von den Briten mitgenommen. Mit dem britischen Rückzug hörte auch die Zeitung auf zu existieren. Die britische Regierung billigte Margaret Green Drapere eine Rente zu.

## Variierende Zeitungstitel
- The Boston news-letter.  24. April 1704 – 29. Dezember 1726.
- The Weekly news-letter.  5. Januar 1727 – 29. Oktober 1730.
- The Boston weekly news-letter.  5. November 1730 – bis 25. August 1757.
- The Boston news-letter. 1. September 1757 – 18. März 1762.
- The Boston news-letter, and New-England chronicle.  25. März 1762 – 31. März 1763.
- The Massachusetts gazette. And Boston news-letter. 7. April 1763 – 19. Mai 1768.
- Boston weekly news-letter.  26. Mai 1768 – 21. September 1769.
- The Massachusetts gazette; and the Boston weekly news-letter.  28. September 1769 – 29. Februar 1776.[5]

## Weitergehende Literatur
- Steven J. Shaw. Colonial Newspaper Advertising: A Step toward Freedom of the Press. The Business History Review, Vol. 33, No. 3 (Autumn, 1959), pp. 409–420
- Thomas S. Martin. The Long and the Short of It: A Newspaper Exchange on the Massachusetts Charters, 1772. The William and Mary Quarterly, Third Series, Vol. 43, No. 1 (Jan., 1986), pp. 99–110